# Markus Dworrak
Markus Dworrak (* 23. Januar 1978 in Plettenberg) ist ein ehemaliger deutscher Fußballspieler.
Die Karriere des Linksaußen wurde von vielen Verletzungen begleitet, sodass er selten über einen längeren Zeitraum einen Stammplatz hatte.
In der Zweitliga-Saison 1999/00 debütierte Dworrak, der ein Jahr zuvor von Rot-Weiss Lüdenscheid zu den Amateuren des 1. FC Köln gewechselt war, für den FC im Profifußball. Nach nur wenigen Kurzeinsätzen in zwei Jahren wurde er im November 2001 an die SpVgg Greuther Fürth ausgeliehen, bei der er zum Leistungsträger wurde. Mehreren Angeboten aus der Bundesliga zum Trotz musste Dworrak 2002 zum FC zurückkehren, bei dem er aufgrund seiner Verletzungsanfälligkeit nur selten zum Zuge kam. Nach kurzen Gastspielen beim 1. FSV Mainz 05 (12 Monate), dem FC Rot-Weiß Erfurt (6 Monate) und bei Energie Cottbus wechselte er zur Saison 2006/07 zu Dynamo Dresden. Nach einer Saison schloss er sich dem FV Engers 07 in der Oberliga Südwest an, bei dem er allerdings auch nicht glücklich wurde. Nachdem er erst beim FC Germania Dattenfeld mittrainiert hatte, gehörte er ab der Winterpause diesem Verein aus der NRW-Liga an. Nach jeweils halbjährlichen Engagements im Jahre 2009 beim FC Hennef 05 und dem ASC 09 Dortmund beendete Dworrak schließlich 2010 seine Karriere.

## Erfolge
- 2000 Aufstieg in die Bundesliga mit dem 1. FC Köln
- 2003 Aufstieg in die Bundesliga mit dem 1. FC Köln
- 2004 Aufstieg in die Bundesliga mit dem 1. FSV Mainz 05
- 2006 Aufstieg in die Bundesliga mit dem FC Energie Cottbus